# Jinding

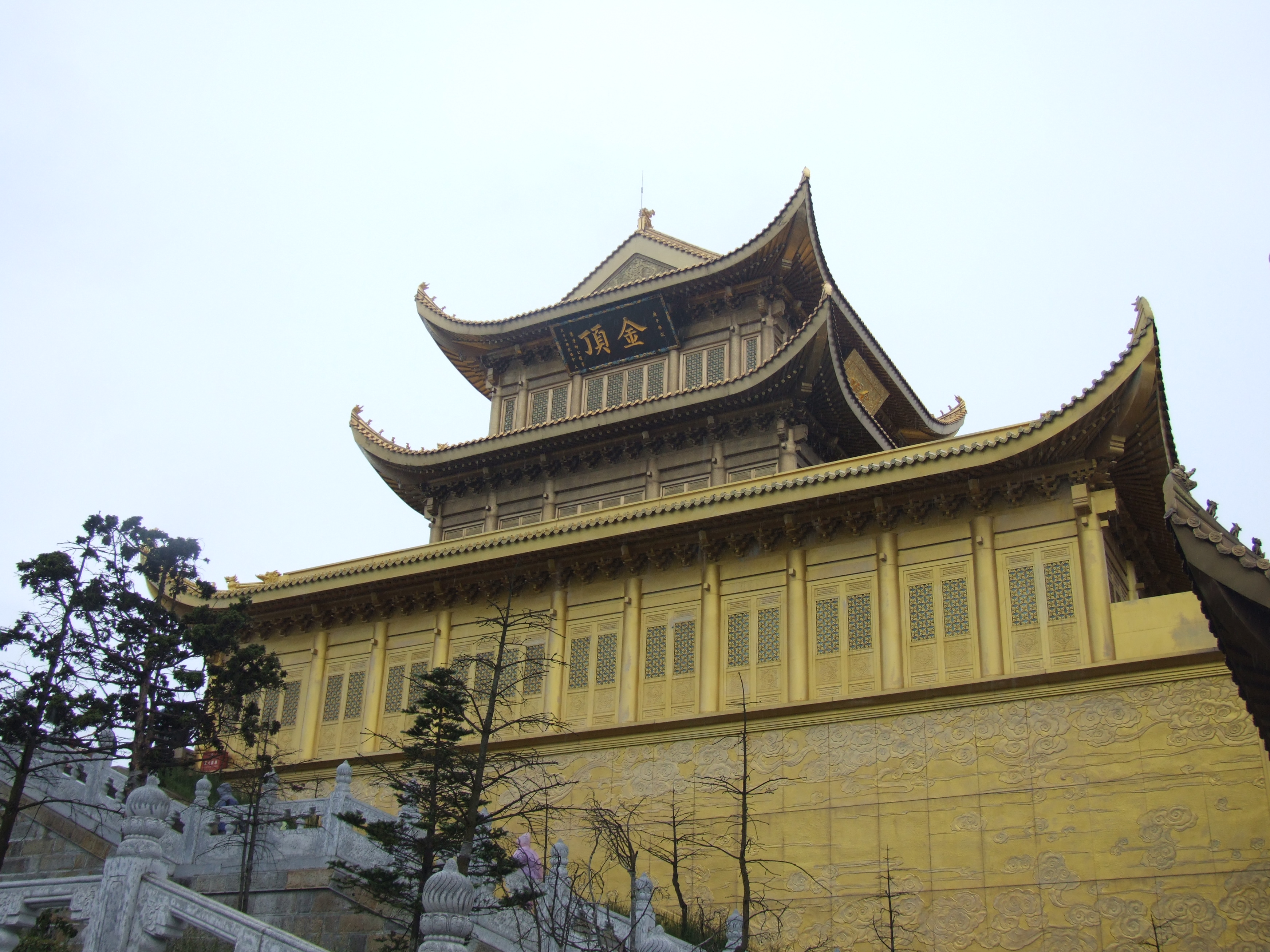
Jinding(Avatamsaka)-Tempel auf dem Goldenen Gipfel

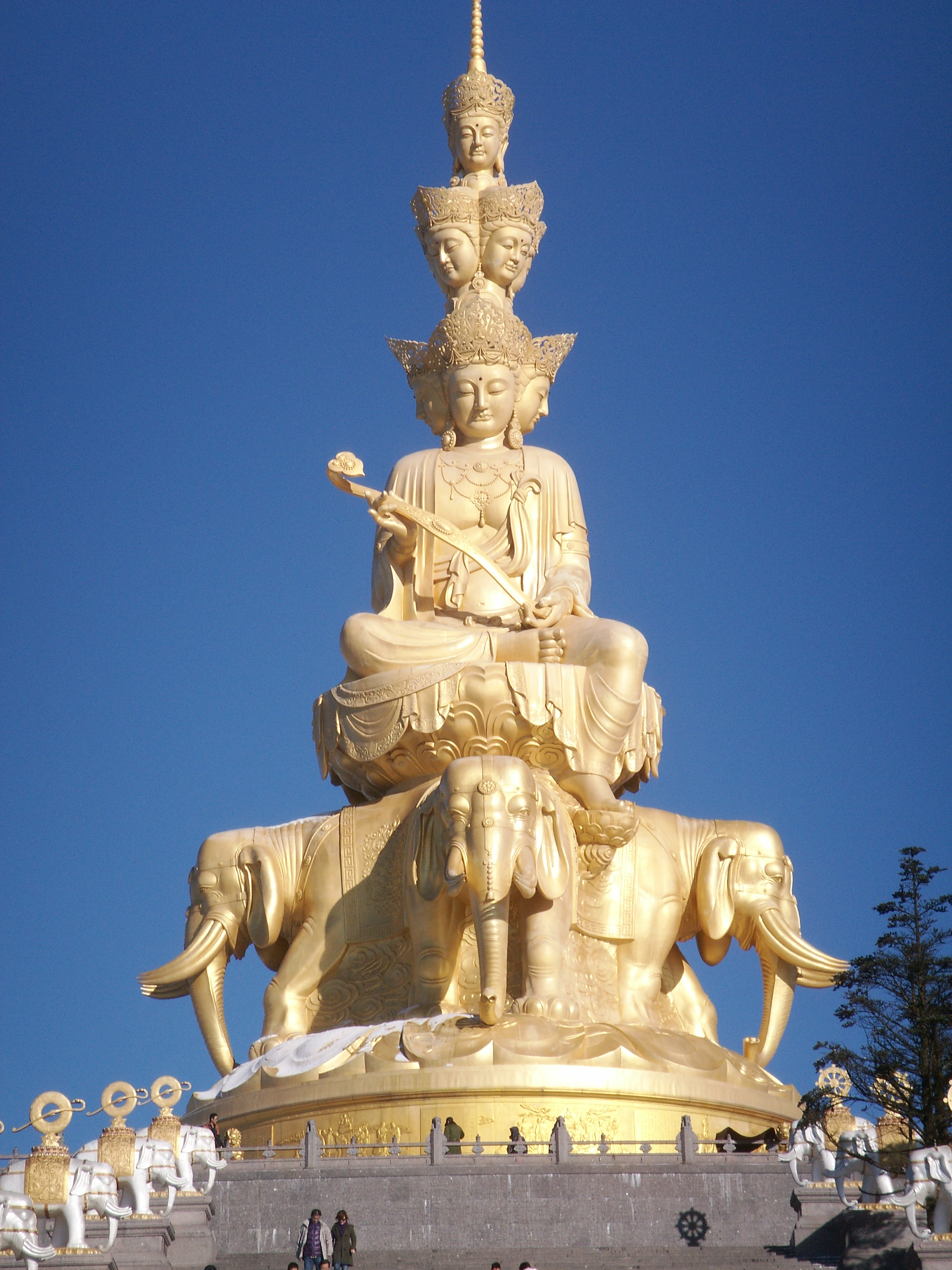
Samantabhadra-Statue auf dem Goldenen Gipfel

Jinding (chinesisch 金顶, Pinyin Jīndǐng – „Goldener Gipfel“) ist einer der wichtigsten buddhistischen Tempel im Gebirge Emei Shan auf dem Gebiet von Emeishan in der südwestchinesischen Provinz Sichuan, das zu den Vier heiligen Bergen  des Buddhismus in China zählt. Es ist ein Nationaler Schwerpunkttempel des Buddhismus in han-chinesischen Gebieten. Er geht zurück bis auf die Zeit der Tang-Dynastie.
Der vergoldete Tempel liegt auf der Spitze des Gebirges, daher sein Name.
Wichtige Gebäude des Tempels sind Maitreya-Halle, Haupthalle und Samantabhadra-Halle.
Im Tempel befinden sich Inschriften verschiedener Meister.

## Denkmal
Der Tempel steht seit 1961 auf der Liste der Denkmäler der Volksrepublik China (1-133). Der Tempel steht auch auf der Liste der Denkmäler der Provinz Sichuan.